# São Pedro de Vade
São Pedro de Vade (oficialmente, Vade (São Pedro)) é uma freguesia portuguesa do município de Ponte da Barca, com 2,70 km² de área e 240 habitantes (censo de 2021). A sua densidade populacional é 88,9 hab./km².

## Demografia
A população registada nos censos foi:
| Distribuição da População por Grupos Etários | Distribuição da População por Grupos Etários | Distribuição da População por Grupos Etários | Distribuição da População por Grupos Etários | Distribuição da População por Grupos Etários |
| -------------------------------------------- | -------------------------------------------- | -------------------------------------------- | -------------------------------------------- | -------------------------------------------- |
| Ano                                          | 0-14 Anos                                    | 15-24 Anos                                   | 25-64 Anos                                   | > 65 Anos                                    |
| 2001                                         | 49                                           | 53                                           | 146                                          | 40                                           |
| 2011                                         | 41                                           | 34                                           | 141                                          | 48                                           |
| 2021                                         | 30                                           | 34                                           | 124                                          | 52                                           |